# Humidicutis mavis
Humidicutis mavis är en svampart som först beskrevs av G. Stev., och fick sitt nu gällande namn av A.M. Young 2005. Humidicutis mavis ingår i släktet Humidicutis och familjen Hygrophoraceae.   Inga underarter finns listade i Catalogue of Life.